# Kvadratna funkcija
Kvadratna funkcija je polinomna funkcija gdje je najveća potencija {\displaystyle n=2.} Najčešće se zapisuje u obliku
{\displaystyle y=f(x)=ax^{2}+bx+c\,}
graf kvadratne funkcije u koordinatnom sustavu je parabola.
Na primjer,
{\displaystyle y=f(x)=x^{2}-x-2\,}
je kvadratna funkcija, čiji je graf prikazan je na slici desno. 

### Nultočke funkcije
U analizi osobina neke funkcije uobičajeno je najprije naći nultočke funkcije, odn. nultočke grafa funkcije za koje funkcija poprima vrijednost nula. U prikazanom slučaju to vodi rješavanju kvadratne jednadžbe
{\displaystyle x^{2}-x-2=0\,}
rješenja koje su : 
{\displaystyle x_{1}=2,x_{2}=-1.\,}
Točke {\displaystyle (2,0)} i {\displaystyle (-1,0)} predstavljaju zato nultočke grafa funkcije
{\displaystyle y=x^{2}-x-2\,}.
U jednostavnijim slučajevima nultočke funkcije možemo naći neposredno iz same funkcije. Naime, razmatrajući funkciju
{\displaystyle y=x^{2}-x-2\,}
na prvi pogled je vidljivo da se ona može prikazati u obliku umnoška dva binomna člana kao
{\displaystyle y=(x+1)(x-2)\,}
gdje će očito vrijednost funkcije biti jednaka nuli za {\displaystyle x=-1} i {\displaystyle x=2}.
Ako graf funkcije zaista siječe apscisu, odn. x-os koordinatnog sustava, tada će nultočke funkcije biti realni brojevi jer su i rješenja kvadratne jednadžbe realna. Međutim, ako graf funkcije ne siječe x-os tada niti odgovarajuća kvadratna jednadžba neće imati realna rješenja, već će se rješenja nalaziti u domeni kompleksnih brojeva.

### Tjeme grafa funkcije
U primjeru datu kvadratnu funkciju možemo razmatrati i kao parabolu osnovnog oblika
{\displaystyle x^{2}=2py\,}
no pomaknutu iz središta koordinatnog sustava, gdje je p poluparametar parabole. Iz funkcije zadane sa
{\displaystyle y=x^{2}-x-2\,}
može se naći redom
{\displaystyle {\begin{aligned}y&=x^{2}-x-2\\y+2&=x^{2}-x\\y+2&=x^{2}-x+{\frac {1}{4}}-{\frac {1}{4}}\\y+2+{\frac {1}{4}}&=(x-{\frac {1}{2}})^{2}\\y+2,25&=(x-{\frac {1}{2}})^{2}\end{aligned}}}
odakle slijedi da su koordinate tjemena T grafa funkcije određene koordinatama  x=0,5 i y=-2,25 te govorimo o grafu funkcije čije je tjeme "pomaknuto" izvan središta koordinatnog sustava.

### Ekstremi kvadratne funkcije
Kvadratna funkcija ima jedan ekstrem, minimum ili maksimum funkcije, a ovisno o predznaku vodećeg člana funkcije. Za funkciju
{\displaystyle y=x^{2}-x-2\,}
to će biti minimum funkcije (a>0) koji se na grafu funkcije nalazi u točki gdje je smješteno tjeme funkcije T. Ekstrem funkcije može se naći i na drugi način. Diferencirajući funkciju nalazimo da je
{\displaystyle dy=2xdx-dx\,} odakle slijedi da je
{\displaystyle dy=(2x-1)dx\,}
{\displaystyle y'={\frac {dy}{dx}}=2x-1.\,}
Ekstrem funkcije postoji za dy/dx=0 što vrijedi za x=1/2, a to je upravo x koordinata tjemena parabole u grafu. Kako je, nadalje, druga derivacija za svaki x veća od nule, očito se zaista radi o minimumu funkcije što se evidentno vidi i iz grafa funkcije.

## Parabola i kvadratna funkcija
Parabola je kao krivulja de facto graf kvadratne funkcije. Valja samo ustanoviti vezu između odgovarajućih članova polinoma kvadratne funkcije te poluparametra p parabole.
Paraboli s tjemenom u ishodištu koordinatnog sustava i osnosimetričnoj u odnosu na y-os koordinatnog sustava odgovara tjemena jednadžba oblika
{\displaystyle x^{2}=2py\,}
odakle slijedi da je
{\displaystyle y={\frac {1}{2p}}x^{2}.\,}
Uspoređujući parabolu s tjemenom u ishodištu koordinatnog sustava kao grafa odgovarajuće kvadratne funkcije nalazimo da je
{\displaystyle y={\frac {1}{2p}}x^{2}=ax^{2}\,}
gdje je evidentno 
{\displaystyle {\frac {1}{2p}}=a\,}, odnosno {\displaystyle {\frac {1}{2a}}=p\,}
što predstavlja neposrednu vezu poluparametra parabole p i vodećeg člana a polinoma kvadratne funkcije. Do odgovarajuće sličnih odnosa može se doći i razmatranjem parabole, odn. odgovarajućeg grafa kvadratne funkcije s pomaknutim tjemenom izvan središta koordinatnog sustava.
Konačno, valja napomenuti da paraboli definiranoj tjemenom jednadžbom
{\displaystyle y^{2}=2px\,}
odgovara inverzna kvadratna funkcija oblika
{\displaystyle x=f(y)=ay^{2}+by+c=0\,}
gdje će sada, naravno, članovi a, b i c poprimiti neke druge vrijednosti, a uz zadržavanje svih odgovarajućih ekvivalentnih odnosa.

## Značaj kvadratne funkcije
Razmatranje svojstava kvadratne funkcije često je na neki način uvod u analizu sve složenijih matematičkih funkcija i uvod u matematičku analizu općenito. Kvadratnu funkciju, međutim, vrlo često nalazimo u prirodi u različitim fizikalnim sustavima jer je, na primjer, u svakom ubrzanom gibanju prijeđeni put ovisan o kvadratu vremena, električna snaga na otporniku ovisna je o veličini otpora i kvadratu struje koja prolazi kroz njega, električna energija pohranjena u kondenzatoru ovisi o njegovu kapacitetu i kvadratu napona koji postoji na njegovim oblogama i td. 